# 福島康司
福島 康司（ふくしま こうじ、1973年8月21日 - ）は、岡山県出身の元サイクルロードレース選手。梅丹本舗・GDR・エキップアサダ所属。集団からの果敢な逃げを得意とする選手として知られており、往年の名ルーラーであるジャッキー・デュランになぞらえ、ジャパニーズ・ジャッキー・デュランと呼ばれている。レース前後などに手厚いファンサービスを欠かさない選手としても知られている。特技はハーモニカ演奏。兄福島晋一もロードレース選手である。

## 経歴
高校・大学時代は陸上競技に打ち込んでいたが、兄から貰った自転車がきっかけで大学卒業後、自転車ロードレースに転向。1999年、兄とともにフランスへ行き、フランスのチームに所属し、ヨーロッパで活動。レジョナルカテゴリーとナショナルカテゴリーのレースで実績を残す。
2004年からは国内実業団チームであるチームブリヂストン・アンカーで活躍。ナショナルチームへも選抜され、国内レースだけでなく海外のレースでも入賞・優勝を果たす。翌2005年、ヨーロッパのUCIプロツアーチームも出場するアジア最大のレース、ツール・ド・ランカウイの第3ステージでこのレースでは初めてのアジア人のステージ優勝を成し遂げ、第7ステージまでリーダージャージを着用した。
2006年、日本初の独立プロロードチームであるチーム・バン・サイクリングに兄とともに移籍。2007年以降、チーム・バンを引き継いだエキップアサダ（2007年はNIPPO梅丹、2008年は梅丹本舗・GDR）に所属、活躍した。
レーススタート前の一時、地元の子供達へハーモニカの演奏を聞かせる風景はレースシーンでは有名であり、他の日本人選手にはないプロ選手としてのサービス精神は高く評価された。
自らがアドバイザーでもあるボンシャンス飯田を通じて地域の子供たちのために自転車教室を開き後進の育成にも力を入れている。
2008年シーズンをもって引退を表明。引退後はエキップアサダの運営会社であるシクリズムジャポンでイベント部門のスタッフを勤めている。

## 主な実績
- 2004年 ツアー・オブ・チャイナ総合優勝、第3ステージ勝利
- 2004年 ツアー・オブ・セルビア総合優勝、第1ステージ勝利
- 2005年 ツアー・オブ・サイアム第1ステージ勝利
- 2005年 ツール・ド・ランカウイ第3ステージ勝利
- 2006年 Boucle des mayenne総合優勝、第2ステージ勝利
- 2006年 ツアー・オブ・サイアム第1ステージ2位、第2ステージ3位
- 2007年 ツアー・オブ・サイアム第2ステージ勝利